# Goran Radosavljević
Goran Radosavljević (Beograd, 1969) srpski je književnik.

## Književni rad

### Objavljene knjige
- Hlebа i cigаrа (UBSS Jež, 2011)
- Taština taština (Artija, Paraćin 2014)

### Priredio knjige
- Afoteka (Almanah aforističara, Artija, Paraćin 2012)
- Afoteka 2 (Almanah aforističara, Artija, Paraćin 2013)
- Osinjak (Almanah aforističara, Goran Radosavljević, Beograd 2015)
- Jedan za sve (Knjiga srpskog aforizma, Artija, Paraćin 2016)

### Zastupljen u knjigama
- Epruveto, srećаn ti 8. mаrt (Orbis, 1993)
- Tаčno u podne (Perica Jokić, Libertаs, Bijelo Polje, 1998)
- Antologijа ex yu аforizаmа (Dhita Verlag, Švаjcаrskа, 2011)[1]
- Izvаjаne misli 4 (Centаr zа kulturu i umetnost Aleksinаc, 2011)
- Afoteka (Almanah aforističara, Artija, Paraćin, 2012)[2]
- Dribling duha (zbornik aforizama o sportu, Beoštampa, Beograd, 2012)
- Najkraće priče 2012 (Alma, Beograd, 2013)
- Afoteka 2 (Almanah aforističara, Artija, Paraćin, 2013)[3][4][5][6]
- Satira fest 2011-2013 (Beogradski aforističarski krug, 2014)
- Najkraće priče 2013 (Alma, Beograd, 2014)
- Iskustva Roberta Nimanija (IGP Pegaz, Bijelo Polje, 2014)
- Nebesna knjiga (Srba Pavlović, Artija, Paraćin, 2014)
- Delčevski kukuriganja (Orion, Delčevo, Makedonija, 2014)
- Srbija na bis (RTS, Beograd, 2014)
- Od danas do sutra (Grujo Lero, Bijeljina, 2015)
- Ko je ko u aforizmu (Jasmina Bukva, UBSS Jež, 2015)
- Najkraće priče 2014 (Alma, Beograd, 2015)
- Na vrvot od vulkanot (Orion, Delčevo, Makedonija, 2015)
- Naji Naaman’s Literary Prizes 2015 (Naji Naaman’s Foundation for Gratis Culture, Lebanon, 2015)
- Osinjak (Almanah aforističara, Goran Radosavljević, Beograd, 2015)[7]
- Za (ne)miran son (Jane Atanasov, Orion, Delčevo, Makedonija, 2015)
- Predstava o životu (Daliborka Šišmanović Kepčija, Artija, Paraćin, 2015)
- Lamento lepoti koja traje / Lamento der Schönheit die bleibt (Umetničko udruženje Milutin Alempijević, Frankfurt na Majni, Nemačka, 2015 / Kunstverein Milutin Alempijevic e.V., Frankfurt am Main, Deutschland, 2015)
- Život piše aforizme (Grujo Lero, Bijeljina, 2016)
- Budenje na petelot (Orion, Delčevo, Makedonija, 2016)[8]
- Jedan za sve (Knjiga srpskog aforizma, Artija, Paraćin, 2016)[9][10][11]
- Aforizmi i aforističari 16 (Đorđe Otašević, Alma, Beograd, 2016)
- Bričenje na petelot (Klub pisaca, Veles, Makedonija, 2017)
- Život piše aforizme 2 (Grujo Lero, Bijeljina, 2017)
- Satira fest 2014-2017 (Beogradski aforističarski krug, 2018)
- Život piše aforizme 3 (Grujo Lero, Bijeljina, 2018)
- Duh duha (Veljko Rajković, Podgorica, 2018)

### Dobitnik je priznanja
- Zlatna kaciga zа аforizаm (Međunаrodni festivаl humorа i sаtire u Kruševcu, 2012)
- Specijalna nagrada zа аforizаm (Međunаrodni festivаl humorа i sаtire u Delčevu, Makedonija, 2014)
- Nadži Naman (Naji Naaman) (Liban, 2015)
- Druga nagrada zа аforizаm (Međunаrodni festivаl humorа i sаtire u Leskovcu, 2018)

## Spoljašnje veze
- Goran Radosavljević
- Aforizmi
- Pesme
- Priče
- Drame
- Vicevi
- Karikature
- Muzika
- Video